# Picardiella rufa
Picardiella rufa är en stekelart som först beskrevs av Tohru Uchida 1932.  Picardiella rufa ingår i släktet Picardiella och familjen brokparasitsteklar. Inga underarter finns listade i Catalogue of Life.